# Roberto Nicolás Saucedo
Roberto Nicolás Saucedo (ur. 8 stycznia 1982 w Santa Fe) – argentyński piłkarz z obywatelstwem meksykańskim występujący na pozycji napastnika, obecnie zawodnik meksykańskiego Correcaminos UAT.

## Kariera klubowa
Saucedo pochodzi z miasta Santa Fe i treningi piłkarskie rozpoczynał już jako pięciolatek w amatorskiej drużynie ze swojej dzielnicy o nazwie Tigres Junior. W późniejszym czasie przeniósł się do akademii młodzieżowej klubu Newell’s Old Boys z miasta Rosario, gdzie spędził kolejne kilka sezonów, jednak zanim został włączony do pierwszego zespołu, udał się na wypożyczenie do chilijskiego drugoligowca Deportes La Serena. Tam występował bez większych sukcesów przez nieco ponad sezon, zaś po powrocie do Newell’s, za kadencji szkoleniowca Julio Zamory, 9 marca 2002 w przegranym 1:4 spotkaniu z San Lorenzo zadebiutował w argentyńskiej Primera División. Pierwszego i – jak się później okazało – jedynego gola w lidze argentyńskiej strzelił natomiast 12 maja tego samego roku w wygranej 2:0 konfrontacji z Nueva Chicago. Ogółem barwy Newell’s reprezentował przez półtora roku, pełnił jednak rolę wyłącznie rezerwowego i nie potrafił się przebić do wyjściowej jedenastki.
Latem 2003 Saucedo wyjechał do Boliwii, gdzie podpisał umowę z tamtejszym zespołem Club Aurora z siedzibą w Cochabambie. Tam z kolei od razu został kluczowym graczem formacji ofensywnej, premierową bramkę w Liga de Fútbol Profesional Boliviano zdobywając 9 sierpnia 2003 w zremisowanym 2:2 meczu z San José. W wiosennym sezonie Apertura 2004 wywalczył z Aurorą tytuł wicemistrza Boliwii, po czym przeniósł się do meksykańskiego drugoligowca Mérida FC. W drużynie z półwyspu Jukatan grał przez rok jako podstawowy zawodnik, jednak bez poważniejszych osiągnięć, po czym jego klub został rozwiązany, a on sam dołączył do innej ekipy z drugiej ligi meksykańskiej – nowo powstałego Indios de Ciudad Juárez. W wiosennym sezonie Clausura 2006 dotarł z nim do finału rozgrywek Primera División A, natomiast w listopadzie 2006, na zasadzie krótkiego, kilkutygodniowego wypożyczenia przeniósł się do grającego w pierwszej lidze CF Pachuca (Indios i Pachuca posiadały wspólnego właściciela – Grupo Pachuca), w celu wspomożenia jej w rozgrywkach Copa Sudamericana. Ostatecznie triumfował z zespołem Enrique Mezy w tym południowoamerykańskim turnieju, notując występ w spotkaniu finałowym, po czym powrócił do Indios, gdzie grał łącznie dwa lata.
W lipcu 2007 Saucedo powrócił do ojczyzny, zostając graczem klubu Argentinos Juniors ze stołecznego Buenos Aires. Tam był jednak wyłącznie głębokim rezerwowym, zaledwie trzykrotnie pojawiając się na boisku, wobec czego już po pół roku zdecydował się na przenosiny do wenezuelskiego UA Maracaibo. Pierwszą bramkę w wenezuelskiej Primera División strzelił 13 kwietnia 2008 w przegranym 2:3 pojedynku z Carabobo, ogółem spędzając w Maracaibo sześć miesięcy. W lipcu 2008 po raz drugi w karierze przeszedł do Mérida FC z drugiej ligi meksykańskiej, gdzie tym razem pełnił jednak głównie funkcję rezerwowego. W sezonie Clausura 2009 triumfował z nim w rozgrywkach drugoligowych, lecz wobec porażki w decydującym o awansie dwumeczu nie zaowocowało to awansem do najwyższej klasy rozgrywkowej. Bezpośrednio po tym został wypożyczony na rok do innego meksykańskiego drugoligowca – ekipy CD Irapuato, gdzie stworzył skuteczny duet atakujących ze swoim rodakiem Arielem Gonzálezem i w jesiennym sezonie Apertura 2009 dotarł do finału Liga de Ascenso.
Latem 2010 Saucedo przeszedł do kolejnego klubu z pierwszoligowego zaplecza w Meksyku – Correcaminos UAT z miasta Ciudad Victoria. Tam od razu wywalczył sobie niepodważalne miejsce w wyjściowym składzie, zostając czołowym napastnikiem ligi. W sezonie Apertura 2011 triumfował z nim w rozgrywkach Liga de Ascenso (ponownie nie udało się jednak awansować do pierwszej ligi), a sam został królem strzelców drugiej ligi meksykańskiej z trzynastoma golami na koncie. W maju 2013 otrzymał meksykańskie obywatelstwo w wyniku wieloletniego zamieszkania w tym kraju, zaś w sezonie Clausura 2014 kolejny raz dotarł do finału drugiej ligi meksykańskiej. W lipcu 2015 został wypożyczony do pierwszoligowego Deportivo Toluca, w którego barwach w wieku trzydziestu trzech lat, 9 sierpnia 2015 w przegranym 0:1 spotkaniu z Morelią, zadebiutował w Liga MX. Jedynego gola strzelił natomiast 5 marca 2016 w przegranej 2:3 konfrontacji z Chiapas. Ogółem w Toluce grał przez rok bez sukcesów, będąc jednak wyłącznie rezerwowym dla Enrique Triverio i Fernando Uribe.
| Sezon     | Klub                    | Kraj      | Rozgrywki        | Mecze | Bramki |
| --------- | ----------------------- | --------- | ---------------- | ----- | ------ |
| 2001      | Deportes La Serena      | Chile     | Primera B        |       |        |
| 2002      | Deportes La Serena      | Chile     | Primera B        |       |        |
| 2001/2002 | Newell’s Old Boys       | Argentyna | Primera División | 4     | 1      |
| 2002/2003 | Newell’s Old Boys       | Argentyna | Primera División | 15    | 0      |
| 2003      | Club Aurora             | Boliwia   | LFPB             | 21    | 8      |
| 2004      | Club Aurora             | Boliwia   | LFPB             | 22    | 8      |
| 2004/2005 | Mérida FC               | Meksyk    | Ascenso MX       | 36    | 13     |
| 2005/2006 | Indios de Ciudad Juárez | Meksyk    | Ascenso MX       | 28    | 11     |
| 2006/2007 | Indios de Ciudad Juárez | Meksyk    | Ascenso MX       | 29    | 5      |
| 2007/2008 | Argentinos Juniors      | Argentyna | Primera División | 3     | 0      |
| 2007/2008 | UA Maracaibo            | Wenezuela | Primera División | 10    | 3      |
| 2008/2009 | Mérida FC               | Meksyk    | Ascenso MX       | 34    | 6      |
| 2009/2010 | CD Irapuato             | Meksyk    | Ascenso MX       | 30    | 11     |
| 2010/2011 | Correcaminos UAT        | Meksyk    | Ascenso MX       | 35    | 11     |
| 2011/2012 | Correcaminos UAT        | Meksyk    | Ascenso MX       | 36    | 19     |
| 2012/2013 | Correcaminos UAT        | Meksyk    | Ascenso MX       | 26    | 4      |
| 2013/2014 | Correcaminos UAT        | Meksyk    | Ascenso MX       | 29    | 7      |
| 2014/2015 | Correcaminos UAT        | Meksyk    | Ascenso MX       | 28    | 9      |
| 2015/2016 | Deportivo Toluca        | Meksyk    | Liga MX          | 16    | 1      |
| 2016/2017 | Correcaminos UAT        | Meksyk    | Ascenso MX       |       |        |